# Мизула (округ)
Округ Мизула (англ. Missoula County) располагается в штате Монтана, США. Официально образован в 1860 году. По состоянию на 2013 год, численность населения составляла 111 807 человек.

## География
По данным Бюро переписи США, общая площадь округа равняется 6 780,627 км2, из которых 6 715,877 км2 суша и 64,750 км2 или 1,000 % это водоёмы.

## Население
По данным переписи населения 2000 года в округе проживает 95 802 жителей в составе 38 439 домашних хозяйств и 23 140 семей. Плотность населения составляет 14,00 человек на км2. На территории округа насчитывается 41 319 жилых строений, при плотности застройки около 6,00-ти строений на км2. Расовый состав населения: белые — 94,02 %, афроамериканцы — 0,27 %, коренные американцы (индейцы) — 2,29 %, азиаты — 1,02 %, гавайцы — 0,08 %, представители других рас — 1,86 %, представители двух или более рас — 0,45 %. Испаноязычные составляли 1,61 % населения независимо от расы.
В составе 29,20 % из общего числа домашних хозяйств проживают дети в возрасте до 18 лет, 47,40 % домашних хозяйств представляют собой супружеские пары проживающие вместе, 9,20 % домашних хозяйств представляют собой одиноких женщин без супруга, 39,80 % домашних хозяйств не имеют отношения к семьям, 28,00 % домашних хозяйств состоят из одного человека, 7,50 % домашних хозяйств состоят из престарелых (65 лет и старше), проживающих в одиночестве. Средний размер домашнего хозяйства составляет 2,40 человека, и средний размер семьи 2,96 человека.
Возрастной состав округа: 22,90 % моложе 18 лет, 15,40 % от 18 до 24, 29,20 % от 25 до 44, 22,60 % от 45 до 64 и 10,00 % от 65 и старше. Средний возраст жителя округа 33 лет. На каждые 100 женщин приходится 99,90 мужчин. На каждые 100 женщин старше 18 лет приходится 98,00 мужчин.
Средний доход на домохозяйство в округе составлял 34 454 USD, на семью — 44 865 USD. Среднестатистический заработок мужчины был 31 605 USD против 21 720 USD для женщины. Доход на душу населения составлял 17 808 USD. Около 8,80 % семей и 14,80 % общего населения находились ниже черты бедности, в том числе — 14,60 % молодежи (тех, кому ещё не исполнилось 18 лет) и 8,20 % тех, кому было уже больше 65 лет.